# 1952 na televisão
Nesta página encontram-se os fatos, estreias e términos sobre televisão que aconteceram durante o ano de 1952.

## Eventos

### Março
- 14 de março — Entra no ar a TV Paulista em São Paulo.

## Programas

### Fevereiro
- 8 de fevereiro — Termina Sua Vida Me Pertence na Rede Tupi.
- 11 de fevereiro — Estreia Direto ao Coração na Rede Tupi.

### Março
- 14 de março — Estreia Helena na TV Paulista.

### Abril
- 10 de abril — Estreia Repórter Esso na Rede Tupi.
- 25 de abril — Termina Direto ao Coração na Rede Tupi.

### Junho
- 3 de junho — Estreia Sítio do Pica-Pau Amarelo na Rede Tupi.

### Agosto
- 14 de agosto — Estreia TV de Vanguarda na Rede Tupi.

## Nascimentos
| Data            | Nome               | Profissão                             | Nacionalidade              | Observações | Ref   |
| --------------- | ------------------ | ------------------------------------- | -------------------------- | ----------- | ----- |
| 24 de janeiro   | Tadeu di Pietro    | ator                                  | Brasil                     |             |       |
| 26 de janeiro   | Carlos Olivier     | cirurgião e ator                      | Venezuela                  | m. 2007     | [ 1 ] |
| 19 de fevereiro | Evandro Mesquita   | ator                                  | Brasil                     |             |       |
| 3 de março      | Ângela Vieira      | atriz                                 | Brasil                     |             |       |
| 20 de abril     | Chiquinho Brandão  | ator e músico                         | Brasil                     | m. 1991     | [ 2 ] |
| 11 de maio      | Sandra Bréa        | atriz                                 | Brasil                     | m. 2000     | [ 3 ] |
| 28 de maio      | Mara Manzan        | atriz                                 | Brasil                     | m. 2009     | [ 4 ] |
| 13 de julho     | Ricardo Boechat    | jornalista, apresentador e radialista | Brasil · Argentina (nasc.) | m. 2019     | [ 5 ] |
| 15 de julho     | Terry O'Quinn      | ator                                  | Reino Unido                |             |       |
| 17 de julho     | David Hasselhoff   | ator, cantor, produtor e empresário   | Estados Unidos             |             |       |
| 19 de julho     | Ricardo Corte Real | ator, compositor e publicitário       | Brasil                     |             |       |
| 20 de julho     | Kadu Moliterno     | ator                                  | Brasil                     |             |       |
| 13 de agosto    | Kate Hansen        | atriz                                 | Brasil                     |             |       |
| 25 de setembro  | Christopher Reeve  | ator                                  | Estados Unidos             | m. 2004     | [ 6 ] |
| 11 de dezembro  | Mário Gomes        | ator                                  | Brasil                     |             |       |
| ??              | José Martins       | encenador e ator                      | Portugal                   |             |       |

## Mortes
| Data          | Nome         | Profissão         | Nacionalidade  | Observações | Ref   |
| ------------- | ------------ | ----------------- | -------------- | ----------- | ----- |
| 18 de janeiro | Curly Howard | ator e comediante | Estados Unidos | n. 1903     | [ 7 ] |